# 克洛 (阿肯色州)
克洛（英語：Clow）是位於美國阿肯色州亨普斯特德縣的一個非建制地區。該地的面積和人口皆未知。

## 地理
克洛的座標為33°53′23″N 93°46′22″W / 33.88972°N 93.77278°W，而該地的平均海拔高度為122米（即407英尺）。